# هذلول بن عبد العزيز آل سعود
الأمير هذلول بن عبد العزيز آل سعود (1361 هـ / 1942 - 13 ذو القعدة 1433 هـ / 29 سبتمبر 2012)، رئيس نادي الهلال السعودي السابق. هو الابن الثاني والثلاثين من أبناء الملك عبد العزيز الذكور. تولى رئاسة نادي الهلال السعودي لأكثر من فترة، الأولى من عام 1392 هـ حتى عام 1398 هـ، والثانية من عام 1402 هـ حتى عام 1403 هـ، تولى حتى وفاته رئاسة هيئة أعضاء الشرف في النادي.

## أسرته
| الزوجة                                                                    | أبنائه منها                                                                                                   |
| ------------------------------------------------------------------------- | --- |
| الأميرة عبطة بنت عبد الله الرشيد                                          | الأميرة ريما (متوفاة)، الأميرة لمياء (متوفاة)، الأميرة نوف، الأميرة البندري، الأمير عبد العزيز، والأميرة نجود |
| الأميرة مضاوي الدغيثر (مطلقة، ومتوفاة)                                    | الأميرة فهدة، والأميرة نورة (متوفاة)                                                                          |
| الأميرة الدكتورة سلوى بنت أحمد الأحمد (مطلقة)                             | الأميرة سارة                                                                                                  |
| الأميرة مي العيسى (مطلقة)                                                 | الأميرة طرفة (متوفاة)                                                                                         |
| الأميرة مشاعل بنت فلاح بن سلطان بن فلاح بن راكان بن فلاح آل حثلين (مطلقة) | الأمير تركي                                                                                                   |
| الأميرة الجوهرة بنت علي بن قريع المري (مطلقة)                             | الأمير سعود                                                                                                   |
| الأميرة عفاف بنت عبيد الرشيد                                              | الأميرة العنود                                                                                                |
| غادة بنت محمد الزلال القحطاني                                             | |
| عزيزة الثنيان                                                             | |
| أمينة بنت سالم السالم                                                     | |
| هند بنت عبد الرحمن بن محمد بن سعّيد الخالدي                                | |
| هند بنت مرزوق بن شافي العصيمي (مطلقة)                                     | |

## الأبناء والبنات
- الأميرة ريما بنت هذلول بن عبد العزيز آل سعود (متوفاة). كانت متزوجة من الأمير فهد بن مقرن بن عبد العزيز آل سعود ولها من الأبناء الأميرة نورة، والأمير فيصل.
- الأميرة لمياء بنت هذلول بن عبد العزيز آل سعود (متوفاة؛ 2021/02/15).[9]
- الأميرة نوف بنت هذلول بن عبد العزيز آل سعود.
- الأميرة البندري بنت هذلول بن عبد العزيز آل سعود. متزوجة من الأمير الشاعر عبد الرحمن بن مساعد بن عبد العزيز آل سعود ولها من البنات الأميرة نورة، الأميرة الجوهرة، والأميرة سارة.
- الأميرة فهدة بنت هذلول بن عبد العزيز آل سعود.
- الأمير عبد العزيز بن هذلول بن عبد العزيز آل سعود.
- الأميرة نورة بنت هذلول بن عبد العزيز آل سعود (متوفاة).
- الأميرة نجود بنت هذلول بن عبد العزيز آل سعود.
- الأميرة سارة بنت هذلول بن عبد العزيز آل سعود. متزوجة من الأمير بندر بن ناصر بن عبد العزيز آل سعود ولها من الأبناء الأمير عبد الإله.[10]
- الأميرة طرفة بنت هذلول بن عبد العزيز آل سعود (متوفاة؛ 2021/01/08). كانت متزوجة من ماجد الصغيّر.
- الأمير تركي بن هذلول بن عبد العزيز آل سعود (نائب أمير منطقة نجران). متزوج من الأميرة نورة بنت معتصم بن سعود الدغيثر وله من الأبناء الأمير محمد.
- الأميرة العنود بنت هذلول بن عبد العزيز آل سعود.
- الأمير سعود بن هذلول بن عبد العزيز آل سعود. له من الأبناء الأمير خالد، وله كريمة تزوجت من الأمير فيصل بن عبد العزيز بن تركي آل سعود.

## وفاته
توفي الأمير هذلول بن عبد العزيز آل سعود يوم السبت 13 ذو القعدة 1433 هـ الموافق 29 سبتمبر 2012 في العاصمة السويسرية جنيف، ونقل جثمانه من سويسرا إلى السعودية حيث أُديت الصلاة عليه يوم الأحد 14 ذو القعدة 1433 هـ الموافق 30 سبتمبر 2012 في المسجد الحرام في مكة المكرمة، وتقدم المصلين الملك عبد الله بن عبد العزيز آل سعود والأمير متعب بن عبد العزيز آل سعود، ودفن في مقبرة العدل.